# Agriophara polistis
Agriophara polistis es una especie de polilla del género Agriophara, familia Depressariidae.
Fue descrita científicamente por Lower en 1923.